# شهرستان علم‌الدین
شهرستان عَلَم‌الدین (به قرقیزی: Аламүдүн району، الامۉدۉن وودانى) یک شهرستان در قرقیزستان است که در استان چوئی واقع شده‌است.

## خصوصیات
شهرستان علم‌الدین ۱۴۷٬۲۰۸ نفر جمعیت دارد.